# Synodontis ornatipinnis
Synodontis ornatipinnis (Синодонтіс розкішний) — вид риб з роду Synodontis родини Пір'явусі соми ряду сомоподібні. Інша назва «біловусий пискун».

## Опис
Загальна довжина сягає 40 см (в акваріумі — 20 см). Спостерігається статевий диморфізм: самиця більша за самця. Голова коротка, трохи сплощена зверху й сильно стиснута з боків та з чітким вузьким виступом. Очі доволі великі. Рот широкий, розташовано у нижній частині голови. На нижній щелепі — 20—26 зубів. Є 3 пари вусів, з яких нижні (2 пари) короткі та бахромчасті; 1 пара на верхній щелепі сягає краю голови. Передні краї перших променів спинного та грудних плавців з жорсткими колючками. Спинний плавець складається з 1 жорсткого та 7 м'яких променів. Жировий плавець великий, довгий. Анальний плавець складається з 4 нерозгалужених та 7 розгалужених променів. Хвостовий плавець сильно розділено.
Забарвлення молочно-біле з поцяткованою головою та ламаними чорно-бурими візерунками, що йдуть тілом. Плавці мають чорні смужки.

## Спосіб життя
Зустрічається у річках з повільною течією та піщано-скелястим дном. Утворює невеличкі косяки. Вдень ховається серед корчів або у гротах. Активний у присмерку та вночі. Живиться дрібною рибою, молюсками, личинками комах.
Нерест відбувається під час сезону дощів: в період з липня по жовтень

## Розповсюдження
Мешкає у басейні річки Конго — в межах Демократичної республіки Конго та Замбії.